# Profen
Profen is een plaats in de Duitse gemeente Elsteraue, deelstaat Saksen-Anhalt, en telt 1.493 inwoners (1993).